# Marco ortonormal
En la geometría de Riemann y en la teoría de la relatividad, un marco ortonormal es una herramienta para estudiar la estructura de un variedad diferenciable equipada con una métrica. Si M es una variedad equipada con una métrica g, entonces un marco ortonormal en un punto P de M es una base ordenada del espacio tangente en P formada por vectores que son ortonormales con respecto a la forma bilineal gP.